# Télénantes
Télénantes est une chaîne de télévision locale privée d’information en continu. La chaîne est basée à Nantes, elle traite aussi bien l’actualité de la ville et de sa métropole, que du département de la Loire-Atlantique.

## Historique
En avril 2002, le Conseil supérieur de l’audiovisuel (CSA) lance un appel à projets de télévision locale à Nantes. En mars 2003, Télénantes est auditionnée par le CSA qui lui attribue en juillet une partie de la fréquence disponible sur le canal UHF 47 (679,25 MHz) qu’elle doit partager avec la chaîne Nantes 7.
La chaîne commence ses émissions le 10 décembre 2004 dispose du créneau de première partie de soirée, tandis que Nantes 7 diffuse ses programmes tout au long de la journée jusqu’à 20 h 45.
Nantes 7 fait finalement faillite et en novembre 2009, le tribunal de commerce de Nantes décide de la reprise de la chaîne par Télénantes qui ne conserve que la moitié des trente salariés.
Au printemps 2011, les deux chaînes fusionnent pour former N7 TV, et en septembre de la même année, Télénantes modifie ainsi son identité visuelle.
À l’été 2017, Télénantes quitte ses locaux du 10, rue Voltaire, pour intégrer ceux de l’immeuble Médiacampus dont la construction a débuté le 3 novembre 2015 au 41, boulevard de la Prairie-au-Duc, dans le quartier de la Création sur l’île de Nantes à proximité de l’ancienne gare de l’État (« maison des syndicats »). Le bâtiment inauguré à la rentrée 2017 accueille également l’école de communication Audencia SciencesCom, offrant ainsi une véritable synergie entre les deux institutions.
À la rentrée 2018, Télénantes intègre le réseau Vià constitué de 22 chaînes locales françaises de Métropole et d’Outre-Mer.
En septembre 2020, Télénantes devient une chaîne d’information en continu afin de faire face à la concurrence de BFM TV. La chaîne abandonne alors ses anciens programmes pour diffuser uniquement de l’information, avec deux tranches quotidiennes en direct de deux heures chacune, Nantes Matin de 6h30 à 10 h, et Nantes Soir, de 18 h à 21 h. Le changement éditorial s’accompagne d’un partenariat avec son actionnaire Ouest-France, et d’un changement d’habillage graphique de la chaîne.
En juin 2022, Dominique Luneau quitte la présidence de TéléNantes et est remplacé par Jérôme Poulain, le président de l’agence de production audiovisuelle Media7 (un des deux actionnaires principaux de TéléNantes avec Ouest-France),.

## Identité visuelle

### Logos

Logo du projet de la chaîne en 2002.
Logo du 10 décembre 2004 au 12 septembre 2011.
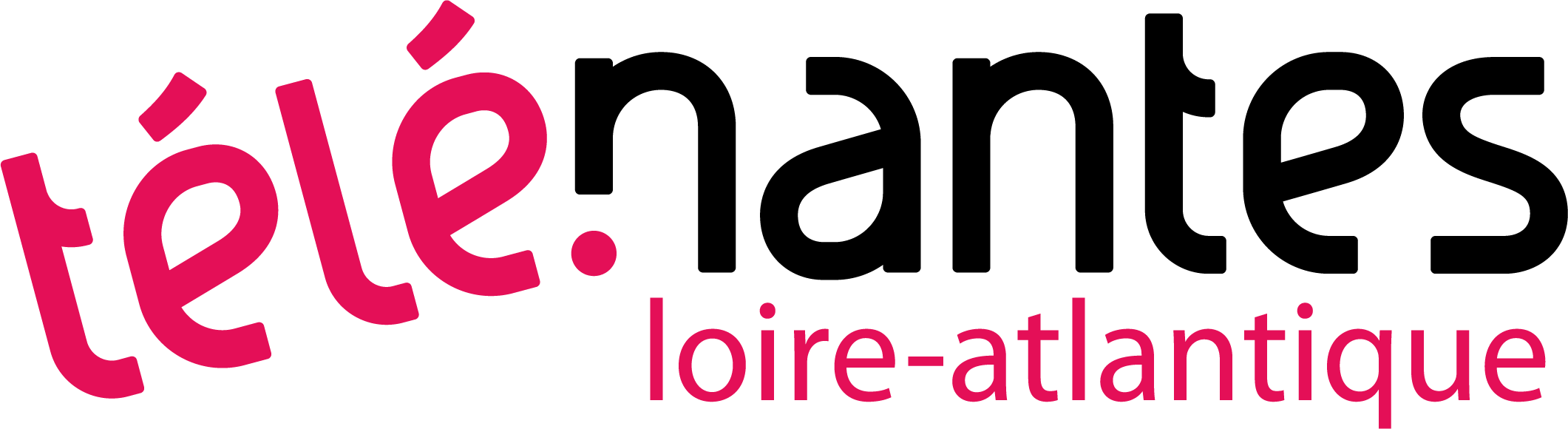
Logo du 12 septembre 2011 au 7 septembre 2020.
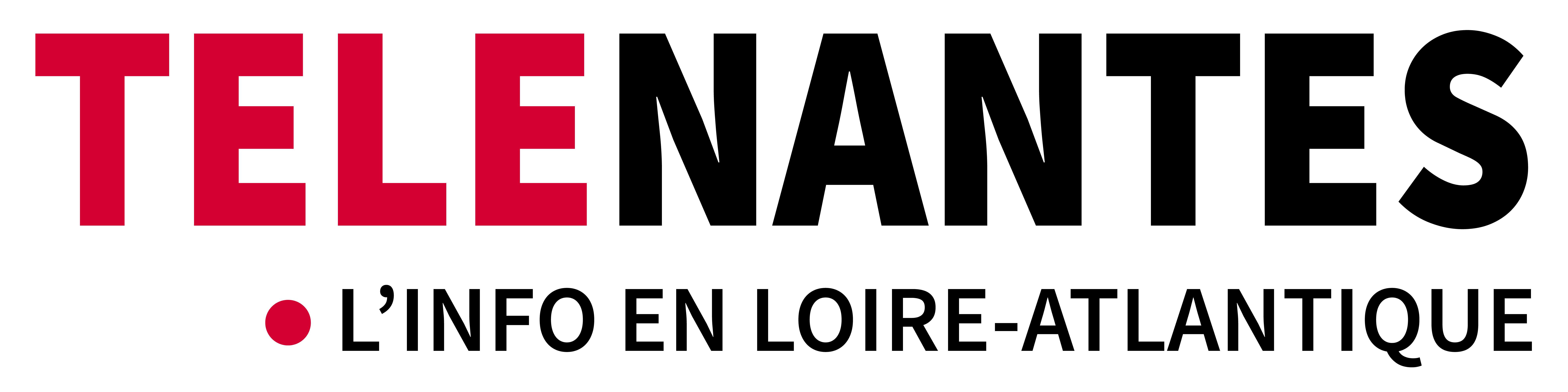
Logo depuis le 7 septembre 2020.

## Organisation

### Capital
En 2020, Télénantes dispose d’un budget de 1 900 000  euros financé à 60 % par Nantes Métropole, le restant par la publicité . Télénantes est alors portée par la société N7TV, dont les actionnaires sont l’Association Télénantes (42 %), le Crédit mutuel de Loire-Atlantique et du centre ouest (17 %), la CCI (16%), TV loco (10 %), Ouest-France (10 %), Audencia SciencesCom (5 %).
En 2022, le groupe Main Avenue, via sa filiale Media7, et le groupe Ouest-France montent au capital de TéléNantes et deviennent les deux actionnaires principaux avec 31% du capital chacun,.

### Organigramme
Président : Jérôme Poulain (en remplacement de Dominique Luneau depuis juin 2022)
Directrice administrative et financière : Valérie Château
Directeur d’antenne et Rédacteur en chef : Jérôme Desruy
Directrice du développement : Lella Argondicco
Directeur technique : Bertrand Pras

### Mission
Télénantes veut délivrer une information pluraliste et indépendante. Un comité du pluralisme composé de personnes extérieures à l’association peut être saisi par les téléspectateurs ou le CSA.

## Audience
En juillet 2020, la chaîne est regardée par 140 000 téléspectateurs chaque semaine selon Médiamétrie.
En septembre 2021, un an après la transformation de Télénantes en chaîne d’information en continu, le nombre de téléspectateurs regardant la chaîne chaque semaine a progressé de 30%.